# 任城镇
任城镇是中国河北省邢台市任县下辖的一个镇。 区域面积56平方千米。

## 行政区划
任城镇下辖北街居委会、南街居委会、西街居委会、东县南居委会、西县南居委会、南甘寨居委会、北甘寨居委会、彰台居委会、小官庄居委会、林家庄居委会、西豆村居委会、谢家屯居委会、大东吴居委会、大寨居委会、张家庄居委会、前西吴居委会、后西吴居委会、前营居委会、后营居委会、畅家屯居委会、韩西周居委会、北留居委会、南章固居委会、北章固居委会、寺庄居委会、辛留寨居委会、河头居委会、吉家庄居委会、郭家庄居委会、柴家庄居委会、北西居委会、南西居委会、于家屯居委会、赵家庄居委会、太平庄居委会。
1. ↑  . www.stats.gov.cn.   [2024-05-10]. （原始内容存档于2024-05-09）.